# Анти-Гутгарта-1 тема
Те́ма анти-Гу́тгарта-1 — тема в шаховій композиції. Анти-форма теми Гутгарта-1. Суть теми — після вступного ходу білих створюється загроза в якій білі непрямо (опосередковано) розв'язують тематичну чорну фігуру. В захисті від загрози чорні включають тематичну фігуру на стратегічну лінію і загроза не проходить, виникають інші мати.

## Історія
Ця ідея походить від базової форми теми Гутгарта-1, запропонована російським шаховим композитором Семеном Семеновичем Левманом (09.11.1896 — 31.03.1942).
Анти-форма теми — це зміна базових тактичних моментів, характерних для основної теми, на протилежні тактичні моменти. Отже, в базовій формі теми є виключення тематичної фігури зі стратегічної лінії, в анти-формі навпаки — включення, в базовій формі теми тематичні мати проходять у варіантах, в анти-формі — тематичний мат є в загрозі.
Ідея дістала назву тема анти-Гутгарта-1.

## Синтез з іншими темами
Для вираження теми є механізми в яких використовується і включення чорної тематичної фігури іншою, і рух по лінії зв'язки тематичної фігури. В результаті в задачі, буде виражено теми анти-Гутгарта-1 і анти-Гутгарта-2
|   | a | b | c | d | e | f | g | h |   |
| 8 | a8 біла тура · b8 білий слон · c8 білий кінь · d8 чорний король · f8 чорний слон · a7 біла тура · b7 чорний кінь · f7 білий слон · a5 чорний пішак · d5 чорний ферзь · e5 білий кінь · h5 білий король · c4 чорний пішак · h3 чорний пішак · d2 білий ферзь · d1 чорна тура | a8 біла тура · b8 білий слон · c8 білий кінь · d8 чорний король · f8 чорний слон · a7 біла тура · b7 чорний кінь · f7 білий слон · a5 чорний пішак · d5 чорний ферзь · e5 білий кінь · h5 білий король · c4 чорний пішак · h3 чорний пішак · d2 білий ферзь · d1 чорна тура | a8 біла тура · b8 білий слон · c8 білий кінь · d8 чорний король · f8 чорний слон · a7 біла тура · b7 чорний кінь · f7 білий слон · a5 чорний пішак · d5 чорний ферзь · e5 білий кінь · h5 білий король · c4 чорний пішак · h3 чорний пішак · d2 білий ферзь · d1 чорна тура | a8 біла тура · b8 білий слон · c8 білий кінь · d8 чорний король · f8 чорний слон · a7 біла тура · b7 чорний кінь · f7 білий слон · a5 чорний пішак · d5 чорний ферзь · e5 білий кінь · h5 білий король · c4 чорний пішак · h3 чорний пішак · d2 білий ферзь · d1 чорна тура | a8 біла тура · b8 білий слон · c8 білий кінь · d8 чорний король · f8 чорний слон · a7 біла тура · b7 чорний кінь · f7 білий слон · a5 чорний пішак · d5 чорний ферзь · e5 білий кінь · h5 білий король · c4 чорний пішак · h3 чорний пішак · d2 білий ферзь · d1 чорна тура | a8 біла тура · b8 білий слон · c8 білий кінь · d8 чорний король · f8 чорний слон · a7 біла тура · b7 чорний кінь · f7 білий слон · a5 чорний пішак · d5 чорний ферзь · e5 білий кінь · h5 білий король · c4 чорний пішак · h3 чорний пішак · d2 білий ферзь · d1 чорна тура | a8 біла тура · b8 білий слон · c8 білий кінь · d8 чорний король · f8 чорний слон · a7 біла тура · b7 чорний кінь · f7 білий слон · a5 чорний пішак · d5 чорний ферзь · e5 білий кінь · h5 білий король · c4 чорний пішак · h3 чорний пішак · d2 білий ферзь · d1 чорна тура | a8 біла тура · b8 білий слон · c8 білий кінь · d8 чорний король · f8 чорний слон · a7 біла тура · b7 чорний кінь · f7 білий слон · a5 чорний пішак · d5 чорний ферзь · e5 білий кінь · h5 білий король · c4 чорний пішак · h3 чорний пішак · d2 білий ферзь · d1 чорна тура | 8 |
| 7 | a8 біла тура · b8 білий слон · c8 білий кінь · d8 чорний король · f8 чорний слон · a7 біла тура · b7 чорний кінь · f7 білий слон · a5 чорний пішак · d5 чорний ферзь · e5 білий кінь · h5 білий король · c4 чорний пішак · h3 чорний пішак · d2 білий ферзь · d1 чорна тура | a8 біла тура · b8 білий слон · c8 білий кінь · d8 чорний король · f8 чорний слон · a7 біла тура · b7 чорний кінь · f7 білий слон · a5 чорний пішак · d5 чорний ферзь · e5 білий кінь · h5 білий король · c4 чорний пішак · h3 чорний пішак · d2 білий ферзь · d1 чорна тура | a8 біла тура · b8 білий слон · c8 білий кінь · d8 чорний король · f8 чорний слон · a7 біла тура · b7 чорний кінь · f7 білий слон · a5 чорний пішак · d5 чорний ферзь · e5 білий кінь · h5 білий король · c4 чорний пішак · h3 чорний пішак · d2 білий ферзь · d1 чорна тура | a8 біла тура · b8 білий слон · c8 білий кінь · d8 чорний король · f8 чорний слон · a7 біла тура · b7 чорний кінь · f7 білий слон · a5 чорний пішак · d5 чорний ферзь · e5 білий кінь · h5 білий король · c4 чорний пішак · h3 чорний пішак · d2 білий ферзь · d1 чорна тура | a8 біла тура · b8 білий слон · c8 білий кінь · d8 чорний король · f8 чорний слон · a7 біла тура · b7 чорний кінь · f7 білий слон · a5 чорний пішак · d5 чорний ферзь · e5 білий кінь · h5 білий король · c4 чорний пішак · h3 чорний пішак · d2 білий ферзь · d1 чорна тура | a8 біла тура · b8 білий слон · c8 білий кінь · d8 чорний король · f8 чорний слон · a7 біла тура · b7 чорний кінь · f7 білий слон · a5 чорний пішак · d5 чорний ферзь · e5 білий кінь · h5 білий король · c4 чорний пішак · h3 чорний пішак · d2 білий ферзь · d1 чорна тура | a8 біла тура · b8 білий слон · c8 білий кінь · d8 чорний король · f8 чорний слон · a7 біла тура · b7 чорний кінь · f7 білий слон · a5 чорний пішак · d5 чорний ферзь · e5 білий кінь · h5 білий король · c4 чорний пішак · h3 чорний пішак · d2 білий ферзь · d1 чорна тура | a8 біла тура · b8 білий слон · c8 білий кінь · d8 чорний король · f8 чорний слон · a7 біла тура · b7 чорний кінь · f7 білий слон · a5 чорний пішак · d5 чорний ферзь · e5 білий кінь · h5 білий король · c4 чорний пішак · h3 чорний пішак · d2 білий ферзь · d1 чорна тура | 7 |
| 6 | a8 біла тура · b8 білий слон · c8 білий кінь · d8 чорний король · f8 чорний слон · a7 біла тура · b7 чорний кінь · f7 білий слон · a5 чорний пішак · d5 чорний ферзь · e5 білий кінь · h5 білий король · c4 чорний пішак · h3 чорний пішак · d2 білий ферзь · d1 чорна тура | a8 біла тура · b8 білий слон · c8 білий кінь · d8 чорний король · f8 чорний слон · a7 біла тура · b7 чорний кінь · f7 білий слон · a5 чорний пішак · d5 чорний ферзь · e5 білий кінь · h5 білий король · c4 чорний пішак · h3 чорний пішак · d2 білий ферзь · d1 чорна тура | a8 біла тура · b8 білий слон · c8 білий кінь · d8 чорний король · f8 чорний слон · a7 біла тура · b7 чорний кінь · f7 білий слон · a5 чорний пішак · d5 чорний ферзь · e5 білий кінь · h5 білий король · c4 чорний пішак · h3 чорний пішак · d2 білий ферзь · d1 чорна тура | a8 біла тура · b8 білий слон · c8 білий кінь · d8 чорний король · f8 чорний слон · a7 біла тура · b7 чорний кінь · f7 білий слон · a5 чорний пішак · d5 чорний ферзь · e5 білий кінь · h5 білий король · c4 чорний пішак · h3 чорний пішак · d2 білий ферзь · d1 чорна тура | a8 біла тура · b8 білий слон · c8 білий кінь · d8 чорний король · f8 чорний слон · a7 біла тура · b7 чорний кінь · f7 білий слон · a5 чорний пішак · d5 чорний ферзь · e5 білий кінь · h5 білий король · c4 чорний пішак · h3 чорний пішак · d2 білий ферзь · d1 чорна тура | a8 біла тура · b8 білий слон · c8 білий кінь · d8 чорний король · f8 чорний слон · a7 біла тура · b7 чорний кінь · f7 білий слон · a5 чорний пішак · d5 чорний ферзь · e5 білий кінь · h5 білий король · c4 чорний пішак · h3 чорний пішак · d2 білий ферзь · d1 чорна тура | a8 біла тура · b8 білий слон · c8 білий кінь · d8 чорний король · f8 чорний слон · a7 біла тура · b7 чорний кінь · f7 білий слон · a5 чорний пішак · d5 чорний ферзь · e5 білий кінь · h5 білий король · c4 чорний пішак · h3 чорний пішак · d2 білий ферзь · d1 чорна тура | a8 біла тура · b8 білий слон · c8 білий кінь · d8 чорний король · f8 чорний слон · a7 біла тура · b7 чорний кінь · f7 білий слон · a5 чорний пішак · d5 чорний ферзь · e5 білий кінь · h5 білий король · c4 чорний пішак · h3 чорний пішак · d2 білий ферзь · d1 чорна тура | 6 |
| 5 | a8 біла тура · b8 білий слон · c8 білий кінь · d8 чорний король · f8 чорний слон · a7 біла тура · b7 чорний кінь · f7 білий слон · a5 чорний пішак · d5 чорний ферзь · e5 білий кінь · h5 білий король · c4 чорний пішак · h3 чорний пішак · d2 білий ферзь · d1 чорна тура | a8 біла тура · b8 білий слон · c8 білий кінь · d8 чорний король · f8 чорний слон · a7 біла тура · b7 чорний кінь · f7 білий слон · a5 чорний пішак · d5 чорний ферзь · e5 білий кінь · h5 білий король · c4 чорний пішак · h3 чорний пішак · d2 білий ферзь · d1 чорна тура | a8 біла тура · b8 білий слон · c8 білий кінь · d8 чорний король · f8 чорний слон · a7 біла тура · b7 чорний кінь · f7 білий слон · a5 чорний пішак · d5 чорний ферзь · e5 білий кінь · h5 білий король · c4 чорний пішак · h3 чорний пішак · d2 білий ферзь · d1 чорна тура | a8 біла тура · b8 білий слон · c8 білий кінь · d8 чорний король · f8 чорний слон · a7 біла тура · b7 чорний кінь · f7 білий слон · a5 чорний пішак · d5 чорний ферзь · e5 білий кінь · h5 білий король · c4 чорний пішак · h3 чорний пішак · d2 білий ферзь · d1 чорна тура | a8 біла тура · b8 білий слон · c8 білий кінь · d8 чорний король · f8 чорний слон · a7 біла тура · b7 чорний кінь · f7 білий слон · a5 чорний пішак · d5 чорний ферзь · e5 білий кінь · h5 білий король · c4 чорний пішак · h3 чорний пішак · d2 білий ферзь · d1 чорна тура | a8 біла тура · b8 білий слон · c8 білий кінь · d8 чорний король · f8 чорний слон · a7 біла тура · b7 чорний кінь · f7 білий слон · a5 чорний пішак · d5 чорний ферзь · e5 білий кінь · h5 білий король · c4 чорний пішак · h3 чорний пішак · d2 білий ферзь · d1 чорна тура | a8 біла тура · b8 білий слон · c8 білий кінь · d8 чорний король · f8 чорний слон · a7 біла тура · b7 чорний кінь · f7 білий слон · a5 чорний пішак · d5 чорний ферзь · e5 білий кінь · h5 білий король · c4 чорний пішак · h3 чорний пішак · d2 білий ферзь · d1 чорна тура | a8 біла тура · b8 білий слон · c8 білий кінь · d8 чорний король · f8 чорний слон · a7 біла тура · b7 чорний кінь · f7 білий слон · a5 чорний пішак · d5 чорний ферзь · e5 білий кінь · h5 білий король · c4 чорний пішак · h3 чорний пішак · d2 білий ферзь · d1 чорна тура | 5 |
| 4 | a8 біла тура · b8 білий слон · c8 білий кінь · d8 чорний король · f8 чорний слон · a7 біла тура · b7 чорний кінь · f7 білий слон · a5 чорний пішак · d5 чорний ферзь · e5 білий кінь · h5 білий король · c4 чорний пішак · h3 чорний пішак · d2 білий ферзь · d1 чорна тура | a8 біла тура · b8 білий слон · c8 білий кінь · d8 чорний король · f8 чорний слон · a7 біла тура · b7 чорний кінь · f7 білий слон · a5 чорний пішак · d5 чорний ферзь · e5 білий кінь · h5 білий король · c4 чорний пішак · h3 чорний пішак · d2 білий ферзь · d1 чорна тура | a8 біла тура · b8 білий слон · c8 білий кінь · d8 чорний король · f8 чорний слон · a7 біла тура · b7 чорний кінь · f7 білий слон · a5 чорний пішак · d5 чорний ферзь · e5 білий кінь · h5 білий король · c4 чорний пішак · h3 чорний пішак · d2 білий ферзь · d1 чорна тура | a8 біла тура · b8 білий слон · c8 білий кінь · d8 чорний король · f8 чорний слон · a7 біла тура · b7 чорний кінь · f7 білий слон · a5 чорний пішак · d5 чорний ферзь · e5 білий кінь · h5 білий король · c4 чорний пішак · h3 чорний пішак · d2 білий ферзь · d1 чорна тура | a8 біла тура · b8 білий слон · c8 білий кінь · d8 чорний король · f8 чорний слон · a7 біла тура · b7 чорний кінь · f7 білий слон · a5 чорний пішак · d5 чорний ферзь · e5 білий кінь · h5 білий король · c4 чорний пішак · h3 чорний пішак · d2 білий ферзь · d1 чорна тура | a8 біла тура · b8 білий слон · c8 білий кінь · d8 чорний король · f8 чорний слон · a7 біла тура · b7 чорний кінь · f7 білий слон · a5 чорний пішак · d5 чорний ферзь · e5 білий кінь · h5 білий король · c4 чорний пішак · h3 чорний пішак · d2 білий ферзь · d1 чорна тура | a8 біла тура · b8 білий слон · c8 білий кінь · d8 чорний король · f8 чорний слон · a7 біла тура · b7 чорний кінь · f7 білий слон · a5 чорний пішак · d5 чорний ферзь · e5 білий кінь · h5 білий король · c4 чорний пішак · h3 чорний пішак · d2 білий ферзь · d1 чорна тура | a8 біла тура · b8 білий слон · c8 білий кінь · d8 чорний король · f8 чорний слон · a7 біла тура · b7 чорний кінь · f7 білий слон · a5 чорний пішак · d5 чорний ферзь · e5 білий кінь · h5 білий король · c4 чорний пішак · h3 чорний пішак · d2 білий ферзь · d1 чорна тура | 4 |
| 3 | a8 біла тура · b8 білий слон · c8 білий кінь · d8 чорний король · f8 чорний слон · a7 біла тура · b7 чорний кінь · f7 білий слон · a5 чорний пішак · d5 чорний ферзь · e5 білий кінь · h5 білий король · c4 чорний пішак · h3 чорний пішак · d2 білий ферзь · d1 чорна тура | a8 біла тура · b8 білий слон · c8 білий кінь · d8 чорний король · f8 чорний слон · a7 біла тура · b7 чорний кінь · f7 білий слон · a5 чорний пішак · d5 чорний ферзь · e5 білий кінь · h5 білий король · c4 чорний пішак · h3 чорний пішак · d2 білий ферзь · d1 чорна тура | a8 біла тура · b8 білий слон · c8 білий кінь · d8 чорний король · f8 чорний слон · a7 біла тура · b7 чорний кінь · f7 білий слон · a5 чорний пішак · d5 чорний ферзь · e5 білий кінь · h5 білий король · c4 чорний пішак · h3 чорний пішак · d2 білий ферзь · d1 чорна тура | a8 біла тура · b8 білий слон · c8 білий кінь · d8 чорний король · f8 чорний слон · a7 біла тура · b7 чорний кінь · f7 білий слон · a5 чорний пішак · d5 чорний ферзь · e5 білий кінь · h5 білий король · c4 чорний пішак · h3 чорний пішак · d2 білий ферзь · d1 чорна тура | a8 біла тура · b8 білий слон · c8 білий кінь · d8 чорний король · f8 чорний слон · a7 біла тура · b7 чорний кінь · f7 білий слон · a5 чорний пішак · d5 чорний ферзь · e5 білий кінь · h5 білий король · c4 чорний пішак · h3 чорний пішак · d2 білий ферзь · d1 чорна тура | a8 біла тура · b8 білий слон · c8 білий кінь · d8 чорний король · f8 чорний слон · a7 біла тура · b7 чорний кінь · f7 білий слон · a5 чорний пішак · d5 чорний ферзь · e5 білий кінь · h5 білий король · c4 чорний пішак · h3 чорний пішак · d2 білий ферзь · d1 чорна тура | a8 біла тура · b8 білий слон · c8 білий кінь · d8 чорний король · f8 чорний слон · a7 біла тура · b7 чорний кінь · f7 білий слон · a5 чорний пішак · d5 чорний ферзь · e5 білий кінь · h5 білий король · c4 чорний пішак · h3 чорний пішак · d2 білий ферзь · d1 чорна тура | a8 біла тура · b8 білий слон · c8 білий кінь · d8 чорний король · f8 чорний слон · a7 біла тура · b7 чорний кінь · f7 білий слон · a5 чорний пішак · d5 чорний ферзь · e5 білий кінь · h5 білий король · c4 чорний пішак · h3 чорний пішак · d2 білий ферзь · d1 чорна тура | 3 |
| 2 | a8 біла тура · b8 білий слон · c8 білий кінь · d8 чорний король · f8 чорний слон · a7 біла тура · b7 чорний кінь · f7 білий слон · a5 чорний пішак · d5 чорний ферзь · e5 білий кінь · h5 білий король · c4 чорний пішак · h3 чорний пішак · d2 білий ферзь · d1 чорна тура | a8 біла тура · b8 білий слон · c8 білий кінь · d8 чорний король · f8 чорний слон · a7 біла тура · b7 чорний кінь · f7 білий слон · a5 чорний пішак · d5 чорний ферзь · e5 білий кінь · h5 білий король · c4 чорний пішак · h3 чорний пішак · d2 білий ферзь · d1 чорна тура | a8 біла тура · b8 білий слон · c8 білий кінь · d8 чорний король · f8 чорний слон · a7 біла тура · b7 чорний кінь · f7 білий слон · a5 чорний пішак · d5 чорний ферзь · e5 білий кінь · h5 білий король · c4 чорний пішак · h3 чорний пішак · d2 білий ферзь · d1 чорна тура | a8 біла тура · b8 білий слон · c8 білий кінь · d8 чорний король · f8 чорний слон · a7 біла тура · b7 чорний кінь · f7 білий слон · a5 чорний пішак · d5 чорний ферзь · e5 білий кінь · h5 білий король · c4 чорний пішак · h3 чорний пішак · d2 білий ферзь · d1 чорна тура | a8 біла тура · b8 білий слон · c8 білий кінь · d8 чорний король · f8 чорний слон · a7 біла тура · b7 чорний кінь · f7 білий слон · a5 чорний пішак · d5 чорний ферзь · e5 білий кінь · h5 білий король · c4 чорний пішак · h3 чорний пішак · d2 білий ферзь · d1 чорна тура | a8 біла тура · b8 білий слон · c8 білий кінь · d8 чорний король · f8 чорний слон · a7 біла тура · b7 чорний кінь · f7 білий слон · a5 чорний пішак · d5 чорний ферзь · e5 білий кінь · h5 білий король · c4 чорний пішак · h3 чорний пішак · d2 білий ферзь · d1 чорна тура | a8 біла тура · b8 білий слон · c8 білий кінь · d8 чорний король · f8 чорний слон · a7 біла тура · b7 чорний кінь · f7 білий слон · a5 чорний пішак · d5 чорний ферзь · e5 білий кінь · h5 білий король · c4 чорний пішак · h3 чорний пішак · d2 білий ферзь · d1 чорна тура | a8 біла тура · b8 білий слон · c8 білий кінь · d8 чорний король · f8 чорний слон · a7 біла тура · b7 чорний кінь · f7 білий слон · a5 чорний пішак · d5 чорний ферзь · e5 білий кінь · h5 білий король · c4 чорний пішак · h3 чорний пішак · d2 білий ферзь · d1 чорна тура | 2 |
| 1 | a8 біла тура · b8 білий слон · c8 білий кінь · d8 чорний король · f8 чорний слон · a7 біла тура · b7 чорний кінь · f7 білий слон · a5 чорний пішак · d5 чорний ферзь · e5 білий кінь · h5 білий король · c4 чорний пішак · h3 чорний пішак · d2 білий ферзь · d1 чорна тура | a8 біла тура · b8 білий слон · c8 білий кінь · d8 чорний король · f8 чорний слон · a7 біла тура · b7 чорний кінь · f7 білий слон · a5 чорний пішак · d5 чорний ферзь · e5 білий кінь · h5 білий король · c4 чорний пішак · h3 чорний пішак · d2 білий ферзь · d1 чорна тура | a8 біла тура · b8 білий слон · c8 білий кінь · d8 чорний король · f8 чорний слон · a7 біла тура · b7 чорний кінь · f7 білий слон · a5 чорний пішак · d5 чорний ферзь · e5 білий кінь · h5 білий король · c4 чорний пішак · h3 чорний пішак · d2 білий ферзь · d1 чорна тура | a8 біла тура · b8 білий слон · c8 білий кінь · d8 чорний король · f8 чорний слон · a7 біла тура · b7 чорний кінь · f7 білий слон · a5 чорний пішак · d5 чорний ферзь · e5 білий кінь · h5 білий король · c4 чорний пішак · h3 чорний пішак · d2 білий ферзь · d1 чорна тура | a8 біла тура · b8 білий слон · c8 білий кінь · d8 чорний король · f8 чорний слон · a7 біла тура · b7 чорний кінь · f7 білий слон · a5 чорний пішак · d5 чорний ферзь · e5 білий кінь · h5 білий король · c4 чорний пішак · h3 чорний пішак · d2 білий ферзь · d1 чорна тура | a8 біла тура · b8 білий слон · c8 білий кінь · d8 чорний король · f8 чорний слон · a7 біла тура · b7 чорний кінь · f7 білий слон · a5 чорний пішак · d5 чорний ферзь · e5 білий кінь · h5 білий король · c4 чорний пішак · h3 чорний пішак · d2 білий ферзь · d1 чорна тура | a8 біла тура · b8 білий слон · c8 білий кінь · d8 чорний король · f8 чорний слон · a7 біла тура · b7 чорний кінь · f7 білий слон · a5 чорний пішак · d5 чорний ферзь · e5 білий кінь · h5 білий король · c4 чорний пішак · h3 чорний пішак · d2 білий ферзь · d1 чорна тура | a8 біла тура · b8 білий слон · c8 білий кінь · d8 чорний король · f8 чорний слон · a7 біла тура · b7 чорний кінь · f7 білий слон · a5 чорний пішак · d5 чорний ферзь · e5 білий кінь · h5 білий король · c4 чорний пішак · h3 чорний пішак · d2 білий ферзь · d1 чорна тура | 1 |
|   | a | b | c | d | e | f | g | h |   |

FEN: RBNk1b2/Rn3B2/8/p2qN2K/2p5/7p/3Q4/3r4
1. Se7! ~ 2. Bd6#
1. ... Sc5 2. Qa5#
1. ... Sd6 2. Rd7#,   У двох варіантах пройшла тема анти-Гутгарта-1
1. ... Qd7 2. S5c6#,   Пройшла тема анти-Гутгарта-2
- — - — - — -
1. ... Kxe7 2. Qg5#

В тематичних захистах чорний кінь включає свого ферзя на стратегічну восьму горизонталь, і загроза не проходить, виникають інші мати.